# Copa EuroAmericana de Básquet
La Copa EuroAmericana de básquet es una competencia internacional de carácter amistoso creada por la empresa de televisión de pago DIRECTV y ofrece la televisasión exclusiva de la misma.
La primera edición se disputará en el 2014 y contará con equipos de ambos continentes, cuatro por parte del continente americano y dos por parte de Europa, más precisamente de España.

El baloncesto está presente en DIRECTV desde hace años con transmisiones únicas que hacemos de este deporte y la gran cobertura que realizaremos del Mundial de España y de la Euroliga. Con la COPA EUROAMERICANA también damos la posibilidad de disfrutar en vivo de las grandes estrellas del baloncesto europeo
Guillermo Barreto, DIRECTV Latin América

## Copa EuroAmericana 2014
Primera edición del torneo, disputado en diferentes sedes de América, del 18 al 21 de septiembre de 2014. Participaron en esta edición 4 equipos americanos y 2 equipos europeos.

### Resultado final
| América 1 | Europa 3 |

### Equipos
| Continente | Equipo                   |
| ---------- | ------------------------ |
| América    | Guerreros de Bogotá      |
| América    | Cangrejeros de Santurce  |
| América    | Peñarol de Mar del Plata |
| América    | Aguada                   |
| Europa     | Real Madrid              |
| Europa     | Saski Baskonia           |